# Hans-Wolfgang Romberg
Hans-Wolfgang Romberg (1911-1981) est un médecin allemand.

## Biographie
Il est né le 15 mai 1911 à Berlin. Il étudie à l'Université de Berlin et obtient son diplôme en 1935. Il s'inscrit à la NSDAP en mai 1933.
Il devient membre de la protection des nationaux populaire et socialiste. En 1938, il devient chef du département à l'Institut de médecine aérospatiale de l'Institut allemand de recherche sur l'aviation à Berlin sous les ordres de Siegfried Ruff. En 1942, avec Sigmund Rascher, il a conduit à Dachau des expériences de sauts depuis des hauteurs sur les prisonniers qui étaient fatales.
Au procès des médecins, le 20 août 1947, il est acquitté.
Il dirige un cabinet de médecins à Düsseldorf. Une enquête du procureur du tribunal régional de Munich contre Romberg est ouverte en 1959.
Il décède le 6 septembre 1981 à Weil am Rhein.